# Road to Freedom
Road to Freedom è un singolo di Lenny Kravitz, pubblicato il 3 novembre 2023 come estratto dalla colonna sonora Rustin su Netflix.

## Tracce
1. Road to Freedom – 3:50